# Alliance Québec
Alliance Québec (AQ) était un groupe formé en 1982 pour défendre les droits des anglophones de la province de Québec. D'abord un regroupement d'associations de langue anglaise, il avait environ 15 000 membres à ses meilleurs jours.
L'enthousiasme initial qui nourrissait le mouvement s'est estompé lorsque l'intérêt du public canadien pour les causes linguistiques a diminué.
Les poursuites menées par l'AQ et le militantisme de ses chefs (surtout l'auteur William Johnson) ont mis l'association en opposition avec les nationalistes québécois. Le nombre de membres avait baissé à 1 500 en 2002.
L'AQ a cessé ses activités en 2005 lorsque le ministère du Patrimoine canadien a mis fin à ses subventions, qui comptaient pour 90 % de son financement.
Thomas Mulcair ainsi que Kathleen Weil en furent les directeurs des affaires juridiques, respectivement de 1983 à 1985 et de 1985 à 1989,.

## Présidents
- Eric Maldoff (1982–1985), avocat
- Michael Goldbloom (1985–1987), avocat
- Royal Orr (1987–1989), enseignant
- Peter M. Blaikie, Q.C.(1989), avocat
- Robert Keaton (1989–1993), professeur de science politique
- Michael Hamelin (1993–1997), avocat, membre de la Commission de l’immigration et du statut de réfugié
- Constance Middleton-Hope (1997–1998), enseignante
- William Johnson (1998–2000) journaliste, auteur
- Anthony Housefather (2000–2001), avocat et homme politique municipal
- Brent Tyler (2001–2004), avocat